# 社會保障法修正案
1965年社会保障法修正案，美國聯邦公法第89–97號  号法案是美国的一個法案，其最重要的规定催生了两个计划： 聯邦醫療保險和聯邦醫療補助 。该立法为老年人和贫困家庭提供了联邦健康保险。

## 歷史
许多政治家参与起草了1965年3月提交给美国国会的最后法案。1965年7月30日，林登·約翰遜总统签署了该法案，使其成为正式法律。
国家健康保险的概念始于20世纪初的美国，後來在第二次世界大战后的杜鲁门政府时期崭露头角。1958年至1964年，争议越来越大，并起草了一项法案。作为约翰逊 "偉大社會 "的一部分，该法案的签署开启了一个更加重视公共卫生问题的时代。医疗保险和医疗补助成为美国的第一个公共健康保险计划。这项立法在颁布之前遭到美国医学协会的强烈反对，但随后美国医学协会依舊配合执行。

### 歷屆政府
1935年，当总统富兰克林·罗斯福签署《社会保障法》时，医疗福利被排除在法案之外。罗斯福任命的研究社会保障相关问题的委员会希望将医疗保险纳入法案。然而，委员会担心，修改法案以纳入医疗保险，会扼杀整个法案。 哈里·杜鲁门提出了全民医疗的想法，并试图将其纳入他的公平交易计划。杜鲁门的尝试並沒有成功。

### 最终通过
该法案进入会议委员会，並经过五百多项修正案后，于7月27日在众议院（307比116）和7月28日在参议院（70比24）以多数票通过。 
该立法对1935年的《社会保障法》作了两项修正。第十八章称为 "医疗保险"，包括为老年人提供医院保险的A部分和提供补充医疗保险的B部分。第十九章(后来称为医疗补助)规定，各州用联邦配套资金为处于或接近公共救濟水平的个人提供保健服务。
1965年7月30日，林登总统签署了该法案，使其成为了美國聯邦公法89-97號。签署仪式在密苏里州的独立市举行，杜鲁门出席了签字仪式。林登称赞杜鲁门 「播下了同情和责任的种子，今天这些种子已经开花结果，成为对病人的关怀和对恐惧者的宁静。」